# Jean-Baptiste Bessières
Jean-Baptiste Bessières (Prayssac (Lot), 1768. augusztus 6. – Weißenfels (Szász-Anhalt), 1813. május 1.) Isztria hercege, francia marsall.

## Élete és pályafutása
Bessières  Prayssacban  született. Rövid ideig a Királyi Gárdában szolgált, valamint a tiszthelyettesként a Spanyolország elleni háborúban harcolt.
A Kelet-pireneusi hadseregben és a Moselle hadseregben tűnt ki bátorságával majd 1796-ban kapitányként részt vett Napoléon Bonaparte tábornok itáliai hadjáratában.
A roveretói csatában az ő vezetésével arattak győzelmet, így került be a vezérkarba. A rivoli csata után őt küldték Franciaországba, hogy a zsákmányolt zászlókat elvigye a Direktóriumnak. Visszatérve a frontra, Bonaparte tábornokot kísérte el Stájerország megtámadására. Parancsnoksága alatt, az ő „Útmutatója” szerint alakult ki a későbbi konzulátusi - majd a Császári Gárda magja. Következő szolgálata dandárparancsnokként Bonaparte egyiptomi expedíciójába vitte, itt kitüntette magát az acrei és az abukíri csatában.
Bonaparte tábornokkal együtt visszatért Európába. 1800-ban harcolt Marengónál, itt a konzuli gárdát vezette. Briliáns és sikeres lovas támadást vezetett a nap végén, de annak nem volt döntő hatása a csata kimenetelére. 1802-ben hadosztály-tábornokká, 1804-ben Franciaország marsalljává léptették elő. Ő vezette a Grande Armée leghíresebb hadjáratait, mint a Gárda lovasságának vezérezredese (1805., 1806. és 1807.)
1805-ben megkapta a Becsületrend Nagy Sas-érdemérmét és 1809-ben az Isztria hercege címét. Amikor kitört az ún. félszigeti háború, Bessières számára először nyílt alkalom arra, hogy független parancsnokként is bizonyíthasson. 1808-ban a Medina del Rio Seco-i csatában a spanyolok felett aratott győzelme bizonyította, hogy Napóleon császár jól választott. Amikor a félsziget más csataterein katasztrófa következett be a franciák számára, Bessiêres a császár számára hatalmas segítséget nyújtott a hadjáratban.
1809-ben a Grande Armée ismét a Duna völgyében harcolt. Az asperni csatában az osztrákok ismételt és kétségbeesett támadó hullámait visszaverve alapozta meg a sikert. A wagrami csatában kilőtték alóla a lovat.  Jean-Baptiste Bernadotte tábornok váltotta őt az északi hadsereg parancsnoki posztján, még abban az évben sikeresen megakadályozta a brit Walcheren expedíciót.
1811-ben ismét Spanyolországban kapott fontos beosztást. André Masséna helyettes parancsnokaként volt jelen a Fuentes d’Onoro-i csatában, de Napóleon nem hagyta sokáig Spanyolországban, mert 1812-ben az oroszországi hadjáratban a Gárda lovasságának parancsnoka lett. Főszerepet játszott a borogyinói csatában és a Moszkva alól való visszavonulás során. 1813-ban kinevezték a császár egész lovasságának parancsnokává.
Három nappal a hadjárat megkezdése után, a Poserna-Rippach-szoros felderítése közben Bessières marsallt megölte egy ágyúgolyó, amely gellert kapott egy falon, és átütötte a mellkasát. Azonnal meghalt. Gyermekeit Napóleon császár vette pártfogásába, akit mélyen megrázott egyik legjobb barátjának és legrátermettebb parancsnokának elvesztése. Földi maradványait a párizsi Invalidusok dómjában helyezték el.

## Fordítás
- Ez a szócikk részben vagy egészben  a   Jean-Baptiste Bessières című angol Wikipédia-szócikk fordításán alapul.  Az eredeti cikk szerkesztőit annak laptörténete sorolja fel. Ez a jelzés csupán a megfogalmazás eredetét és a szerzői jogokat jelzi, nem szolgál a cikkben szereplő információk forrásmegjelöléseként.